# Kostel Nanebevzetí Panny Marie (Desná)
Římskokatolický farní kostel Nanebevzetí Panny Marie v Desné je pseudogotická sakrální stavba z roku 1903. Od 18. prosince 1995 je kostel chráněn jako kulturní památka České republiky.

## Popis
Kostel byl postaven stavitelem Karlem Pekárkem v roce 1903. Kostel byl kolem přelomu druhého tisíciletí opraven. Původní novogotická výzdoba kostela se nedochovala, jedinou její zachovanou součástí jsou varhany z doby vzniku kostela.

## Architektura
Jedná se o jednolodní neorientovaný kostel s hranolovou věží nad jihozápadním průčelím a s pravoúhlým presbytářem.